# Петко Христов
Петко Христов е български католически духовник, монах францисканец-конвентуалец и XXV никополски епископ.

## Биография
Петко Йорданов Христов е роден на 9 октомври 1950 г. в село Велчево, Търновско. Учил е в Професионална гимназия по строителство, архитектура и геодезия „Ангел Попов“ във Велико Търново, специалност „Строителство и Архитектура“.
На 17 април 1977 г. е миропомазан от епископ Богдан Добранов в църквата „Свети Йосиф“ в София. С помощта на отците Роберт Прустов и Франц Нонов, той и Филип Романов започват да се подготвят и усвояват необходимия минимум знания за свещеници. След завършване на подготовката, епископ Добранов прави постъпки пред Комитет по религиозните въпроси, относно разрешение за тяхното ръкополагане. След смъртта на епископ Добранов през 1983 г. те се обръщат за съдействие към никополския епископ Самуил Джундрин. Същият ги приема и прави всичко необходимо, за да се получи разрешението. На 15 декември 1985 г. Петко Христов е ръкоположен за свещеник от епископ Самуил Джундрин.
До 20 юни 1986 г. е помощник на отец Филип Романов в енорията „Рождество на Блажена Дева Мария“ в Белене, след което е енорист в eнорията в Трънчовица до март 1992 г. След смъртта на отец Филип Романов е назначен за енорийски свещеник в енорията в Белене.
През 1990 г. дава първите си обети в Ордена на Францисканците – Конвентуалци, а вечните – на 15 декември 1993 г.
На 18 октомври 1994 г. е преконизиран от папа Йоан Павел II за Никополски епархиен епископ. На 6 януари 1995 г. е ръкоположен в патриаршеската базилика „Св. Петър“ във Ватикана от Негово Светейшество папа Йоан Павел II, в съслужие с кардиналите Джовани Батиста Ре и Хорхе Мария Мехиа.
По време на неговото управление са създадени нови енории в градовете Габрово, Левски, Плевен, Видин и Враца. Нови църкви са построени в енориите – „Свети Кирил и Методий“ в град Свищов, „Дева Мария от Фатима“ в Плевен, „Христос Спасител“ във Видин и „Успение Богородично“ във Враца. Варненската църква „Непорочно зачатие на Дева Мария“ е основно ремонтирана и след 40 години отново отворена през 2013 г.
А от 1997 г. той е член на Управителния съвет на „Каритас Русе“. От 1 декември 2001 г. до смъртта си монсеньор Петко Христов е президент на католическата благотворителна организация Каритас България. Член е на Междуритуалната Епископска Конференция в България.
След боледуване епископ Христов умира на 14 септември 2020 г. в болницата в град Русе. Той е погребан в специален параклис в катедралата в Русе на 19 септември 2020.

## Участие в Междуритуалната Епископска Конференция
В Епископската конференция на България е председател на следните комисии:
- Комисия за институтите за богопосветен живот и за обществата за апостолически живот
- Съвет за подпомагане на единството между християните
- Съвет "Cor unim"

## Награди
- На 30 ноември 2011 г. в католическата катедрала „Свети Павел от Кръста“ в Русе се състоя церемония по връчването на Големия Кръст на Малтийския орден „Pro piis meritis Melitensi“ от Посланикът на Суверенния орден на Малта, Негово Превъзходителство граф Камило Дзуколи, който връчи най-високото отличие на монс. Христов за активната му дейност и сътрудничество свързано с благотворителната дейност на Католическата църква в България.[2]